# FL-Nummer
Bei den FL-Nummern (auch FLAVIS-Nummern) handelt es sich um ein Nummerierungssystem für die Aromastoffe, die von der Europäischen Union (EU) in Lebensmitteln zugelassen sind. In Analogie zu den E-Nummern für Lebensmittelzusatzstoffe werden die FL-Nummern dazu verwendet, um die in der EU zugelassenen Aromastoffe eindeutig zu identifizieren. Im Gegensatz zu E-Nummern werden FL-Nummern nicht zur Kennzeichnung auf Verpackungen verwendet.

## Rechtliche Grundlage
In den 1980er Jahren sollten die Rechtsvorschriften für Lebensmittel in der EU harmonisiert werden, da unterschiedliche nationale Regelungen den freien Warenverkehr und Wettbewerb behinderten. Durch die Richtlinie 88/388/EWG sollten die Vorschriften für Aromen auch zum Schutz der menschlichen Gesundheit angeglichen werden. Diese Richtlinie enthielt u. a. Definitionen für Aromen, Aromastoffe,  Aromaextrakte, Reaktions- und Raucharomen. Mitgliedstaaten mussten Maßnahmen treffen, dass Aromen, die dieser Richtlinie nicht entsprechen, nicht in den Verkehr gebracht/verwendet werden. Auch dürfen Aromen keine toxikologisch gefährlichen Mengen von Elementen oder Stoffen enthalten (u. a. nicht mehr als 3 mg/kg Arsen, 10 mg/kg Blei, 1 mg/kg Cadmium und 1 mg/kg Quecksilber). Das Inverkehrbringen und die Verwendung von Aromen, die dieser Richtlinie entsprechen, muss national zugelassen werden. In Deutschland wurde die Richtlinie durch die Verordnung zur Änderung der Aromenverordnung und anderer lebensmittelrechtlicher Verordnungen vom 29/10/1991 umgesetzt.
Durch den Beschluss 88/389/EWG wurde die Kommission zeitgleich dazu verpflichtet, nach Anhörung der Mitgliedstaaten, binnen 24 Monaten ein Verzeichnis über Aromastoffe, Rauch- oder Reaktionsaromen und natürliche und synthetische Aromastoffe zu erstellen. Das Verzeichnis muss in regelmäßigen Abständen aktualisiert werden.
Acht Jahre später wurden durch die Verordnung (EG) Nr. 2232/96 die Rahmenbedingungen  und allgemeine Verwendungskriterien für Aromastoffe  festgelegt. Binnen eines Jahres sollten die Mitgliedstaaten die Kommission über die Aromastoffe, die auf ihrem Hoheitsgebiet (gemäß der Richtlinie 88/388/EWG) verwendet werden dürfen oder vermarktet werden, informieren. Diese Mitteilungen sollen dabei Informationen enthalten bezüglich
- die Art dieser Aromastoffe, wie die chemische Formel, die CAS-Nummer, die EINECS-Nummer, die IUPAC-Nomenklatur, ihren Ursprung und gegebenenfalls die Bedingungen für ihre Verwendung
- die Lebensmittel, in oder auf denen diese Aromastoffe hauptsächlich verwendet werden
- die Einhaltung der Kriterien gemäß Artikel 4 der Richtlinie 88/388/EWG in jedem einzelnen Mitgliedstaat und die entsprechende Begründung

Diese Stoffe sollen nach Überprüfung in das Verzeichnis der Aromastoffe aufgenommen werden. Zehn Monate nach Annahme des Verzeichnisses soll ein Programm zur Bewertung mit Reihenfolge der Prioritäten festgelegt werden. Nach der Bewertung sind Stoffe aus dem Verzeichnis zu streichen oder in die Liste der Aromastoffe zu übernehmen. In der Entscheidung 1999/217/EWG wurde das Verzeichnis mit ca. 2800 Stoffen veröffentlicht. Dieses war zunächst in vier Abschnitte unterteilt: Abschnitt 1 enthält Stoffe mit bekannter CAS-Nummer, Abschnitt 2 Stoffe ohne bekannte CAS-Nummer aber mit CoE-Nummer, Abschnitt 3 ohne CAS- und CoE-Nummer und Abschnitt 4 enthält Stoffe, die zum Schutz des geistigen Eigentums vertraulich zu behandeln sind.

## Einführung der FL-Nummern
Durch die Verordnung (EG) Nr. 1565/2000 wurden die Grundlagen für das Bewertungsprogramm festgelegt. Jeder Aromastoff des Verzeichnisses soll dazu in die EU-Datenbank FLAVIS, gemäß der dort verwendeten Systematik, aufgenommen und einer eindeutigen FL-Nummer zugeordnet werden. Zudem werden die Aromastoffe in 34 Gruppen strukturell zusammenhängender Verbindungen, bei denen gewisse Gemeinsamkeiten im metabolischen und biologischen Verhalten zu erwarten sind, eingeteilt. Zur Bewertung soll auf frühere Evaluierungen des Sachverständigenausschuss für Aromastoffe des Europarats (CEFS), des Wissenschaftlichen Lebensmittelausschusses der Europäischen Kommission (SFC) und des gemeinsamen FAO/WHO-Sachverständigenausschusses für Lebensmittelzusatzstoffe (JECFA) zurückgegriffen werden. Ferner sollen mindestens 200 Stoffe/a neu bewertet werden. Durch die Entscheidung 2002/113/EG wurde das Verzeichnis der Aromastoffe (in der Entscheidung 1999/217/EWG) durch ein neues Verzeichnis, welches FL-Nummern und Gruppennummern (gem. Verordnung 1565/2000) enthält, ersetzt. Zudem wurden die Abschnitte 1 bis 3 durch den Anhang Teil A, Abschnitt 4 wird durch den Anhang Teil B ersetzt. Zurückgezogene Stoffe wurden gestrichen, nachgemeldete Stoffe aufgenommen. Durch die Entscheidung 2004/357/EG wurde das Verzeichnis (in der Entscheidung 199/217/EWG) erneut geändert. Stoffe, für die angeforderte Information nicht eingereicht wurden, wurden aus dem Verzeichnis gestrichen. Es wurde verschiedene Unstimmigkeiten identifiziert. U. a. wurde Capsaicin aufgrund genotoxischer Einstufung gestrichen. Weitere Änderungen des Verzeichnisses wurden durch Entscheidung 2005/389/EG, Entscheidung 2006/252/EG, Entscheidung 2008/478/EG und Entscheidung 2009/163/EG vorgenommen. Durch die Verordnung (EU) Nr. 872/2012 wurde das Verzeichnis als Liste der Aromastoffe in die Verordnung (EG) Nr. 1334/2008 aufgenommen  und zeitgleich die Verordnung (EG) Nr. 2232/96, die Verordnung (EG) Nr. 1565/2000 und die Entscheidung 1999/217/EG aufgehoben.

## Systematik
FL ist die Kurzfassung für FLAVIS (Flavour Information System), also die Datenbank, welche ursprünglich für die Datensammlung der Aromastoffe verwendet wurde. Eine FL-Nummer besteht aus insgesamt fünf Ziffern, welche zwischen der zweiten und dritten Stelle durch einen Punkt getrennt sind, Bsp. FL-Nummer 01.001 für Limonen. Die ersten zwei Stellen sind Gruppennummern zwischen 01 und 17. Diese Gruppen, in denen Stoffe mit ähnlichen Struktureigenschaften zusammengefasst werden, sind nicht identisch mit den Gruppennummern nach Verordnung (EG) Nr. 1565/2000. Die drei Stellen nach dem Punkt wurden in fortlaufender Reihenfolge beginnend mit 001 vergeben. Heute bestehende Lücken ergeben sich dadurch, dass einzelne Stoffe nach der Vergabe der FLAVIS-Nummer als Aromastoffe zurückgezogen, bzw. gestrichen wurden.